# Riera de Tentellatge
|  | Aquest article tracta sobre la riera al municipi de Lladurs. Vegeu-ne altres significats a «Tentellatge». |

La Riera de Tentellatge és un afluent per l'esquerra de l'Aigua d'Ora.

## Termes municipals per on transcorre
Des del seu naixement, la Riera de Tentellatge passa successivament pels següents termes municipals.
|                                                          | Longitud (en m.) | % del recorregut |
| -------------------------------------------------------- | ---------------- | ---------------- |
| Per l'interior del municipi de Montmajor                 | 2.860            | 25,3%            |
| Fent frontera entre els municipis de l'Espunyola i Navès | 1.372            | 12,1%            |
| Per l'interior del municipi de Navès                     | 2.412            | 21,4%            |
| Fent frontera entre els municipis de Montmajor i Navès   | 677              | 6,0%             |
| Per l'interior del municipi de Navès                     | 814              | 7,2%             |
| Per l'interior del municipi de Montmajor                 | 412              | 3,6%             |
| Fent frontera entre els municipis de Montmajor i Navès   | 442              | 3,9%             |
| Per l'interior del municipi de Montmajor                 | 467              | 4,1%             |
| Fent frontera entre els municipis de Montmajor i Navès   | 100              | 0,9%             |
| Per l'interior del municipi de Navès                     | 787              | 7,0%             |
| Fent frontera entre els municipis de Montmajor i Navès   | 951              | 8,4%             |

En síntesi, 3.739 m. per l'interior de Montmajor (33,1%), 4.013 m. per l'interior de Navès (35,5%) i 3.542 m. fent de frontera (31,4%).

## Xarxa Hidrogràfica
La xarxa hidrogràfica de la Riera de Tentellatge està integrada per un total de 46 cursos fluvials. D'aquests, 27 són subsidiaris de 1r nivell, 16 ho són de 2n nivell i 2 ho és de 3r nivell. La totalitat de la xarxa suma una longitud de 42.815m.
Pel que fa a la seva distribució per municipis, pel terme municipal de Navès n'hi transcorren 24.546 metres, pel de Montmajor, 19.119 metres i pel de l'Espunyola, 3.651 metres.

## Mapa del seu curs
- Mapa de l'ICC